# Siliqua
Siliqua (sardisk: Silìcua) er en by og en kommune (comune) i provinsen Sud Sardegna i regionen Sardinien i Italien. Byen ligger i 66 meters højde og har 3.872 indbyggere (2016). Kommunen har et areal på 189,85 km² og grænser til kommunerne Assemini, Decimomannu, Decimoputzu, Iglesias, Musei, Narcao, Nuxis, Uta, Vallermosa, Villamassargia og Villaspeciosa.